# Heteropterys rufula
Heteropterys rufula är en tvåhjärtbladig växtart som beskrevs av Carl Friedrich Philipp von Martius och Adrien Henri Laurent de Jussieu. Heteropterys rufula ingår i släktet Heteropterys och familjen Malpighiaceae. Utöver nominatformen finns också underarten H. r. hirta.